# 吴同文住宅

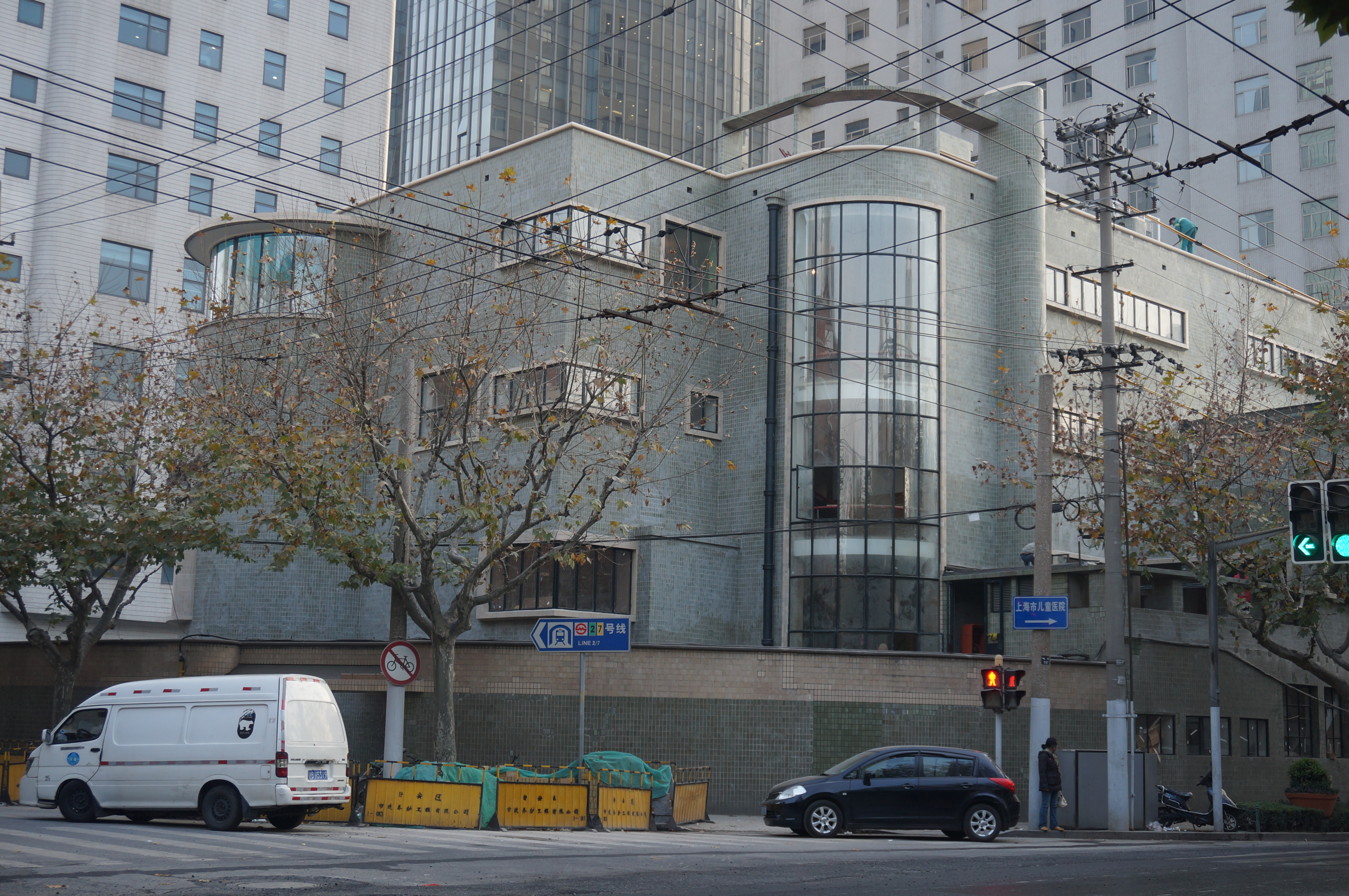
吴同文住宅东北立面

吴同文住宅是位于上海市静安区铜仁路333号的一处花园住宅，曾为颜料商人吴同文的居所，亦称吴宅。因其立面为绿色又被称为绿屋或绿房子。住宅位于铜仁路、北京西路路口的西南角，与爱文义公寓隔铜仁路相望。1994年，该住宅被列为第二批上海市优秀历史建筑。

## 人物背景
住宅的主人吴同文（1908年-1966年）是颜料商吴善卿之子。吴善卿曾于上海的颜料行中从事学徒，并在1912年前后于法租界公馆马路（今金陵东路）开设公和来颜料行。此间吴善卿与从事颜料生意、号称“颜料大王”的贝润生（1872年-1947年）相识并结为好友。1927年，贝润生将女儿贝娟琳嫁与吴同文。吴同文承父业。20世纪30年代间，因战争频仍，军队不断扩张。由于生产军装需要绿色颜料，市场上军绿色颜料供不应求。吴同文抓住这一商机，大规模销售绿颜料，获得了成功。1949年后，吴同文留在上海。1966年文革爆发后于家中自杀。

## 历史

### 沿革
今北京西路、铜仁路转角处的地块在20世纪初属于公共租界西区，原为贝润生的私产。贝润生将女儿嫁与吴同文时，把这一地块转让给他作为聘礼。吴同文随后向租界当局申领了门牌。据传吴同文看中这块土地是因为其所处的两条道路名称中各有“同”、“文”二字。也有说法称转让这一地块是因为该地离贝润生家较近，日后两家往来会比较方便。由于原先的住宅老旧不能满足生活需求，20世纪30年代，吴同文决定在此地块上兴建新的住宅。他希望自己的新居在外观上与众不同。又因吴同文以贩售绿颜料起家，他还希望新居被设计成一幢绿颜色的建筑。为此，吴同文聘请了知名匈牙利籍建筑师邬达克设计这幢建筑。邬达克两易其稿，完成了设计。这也是邬达克在上海设计的最后几件作品之一。1934年，建设工程开工；1937年住宅建成。此后吴同文和家人一直居住于其中。
中华人民共和国建国后，住宅一楼、二楼被政府征用，供上海市教育局使用，三、四楼仍由吴同文家居住。1966年吴同文自杀后，其家人亦被迫从住宅中迁出，房屋改由上海三轮车工会使用。文革结束后，住宅划归上海城市规划设计院，作为办公用房使用。20世纪90年代，上规院在住宅南侧兴建新的办公大楼。大楼落成后，住宅被用作晒制蓝图的场所。21世纪初，上规院将住宅出租给台湾建筑师顾传晖，尔后又转租给中恒豪国际贸易公司。2008年租约到期之后，上规院将住宅收回。2012年至2013年，上规院请华东建筑设计院设计，对住宅进行了彻底的修缮，住宅的历史原貌得以恢复。目前住宅由上规院作为办公、小型报告与展示场所使用。

### 地位
该住宅在建成之时即是上海有名的住宅，被人们称为“绿屋”或“绿房子”。邬达克曾向吴同文保证，此设计“一百年都不会过时”；1939年中国日报称此住宅是“远东第一豪宅”；时任燕京大学校长的司徒雷登亦曾亲自登门造访。1984年程乃珊所著的中篇小说《蓝屋》中，蓝屋的原型也是这处住宅。1994年，住宅被列为第二批上海市优秀历史建筑；2004年，又列入静安区登记不可移动文物名单。2014年6月14日中国文化遗产日，住宅作为不可移动文物对外开放一天。当日累计参观人数破万，以至于活动主办方不得不推迟1小时闭展。

## 建筑

### 结构与总体布局
吴同文住宅原占地面积逾0.2公顷，建筑面积0.17万平方米，建筑密度0.3，是一座四层钢筋混凝土结构的独立式花园住宅，高约15米。建筑位于地块的东北角，紧贴路口建造。建筑南侧、地块的剩余部分用以建造花园、车道、汽车间和门房间。花园内布置简洁，仅有一个0.14公顷的大草坪和少量树木。

### 建筑外部设计
吴同文住宅是一幢典型的现代风格建筑，局部带有装饰艺术的特征。建筑立面呈绿色，由6cm×10cm的釉面砖铺砌而成。立面除大量运用玻璃窗外几乎没有其他装饰，显得较为简洁。部分转角处的立面做成弧形甚至半圆形并配以观景窗，以丰富立面造型。建筑外观似邮船，总体上呈三段划分，东北部沿街为四层，向西南侧层层跌落，各层较上一层多出的部分做成露台和阳台，如同船的甲板。部分露台与建筑本体之间设有雨棚，构成室外空间与室内空间的过渡。建筑南侧有一条弧形露天楼梯连接了二层露台和花园。总之，建筑平面布局自由，合理利用了直线和弧线，具有强烈的现代感。

### 建筑内部设计
建筑底层原为娱乐场所，设有舞厅、宴会厅、酒吧间、日光室和弹子房，舞厅内铺有弹簧地板。会客起居室和餐厅位于二层，主卧室和次卧室分别位于三、四层。由于贝娟琳喜好佛教，建筑内原有一座佛堂，设有供桌和神座。建筑不仅煤卫齐全，还配有供暖设施：其供暖管道全部以铝制材料覆盖，铜质暖气片则位于墙体内部。室内各层以楼梯贯通，楼梯由大理石铺砌并配有铸铜扶手和玻璃贴面护栏。建筑内还有一部奥的斯电梯。该建筑也是上海较早使用电梯的私人住宅。建筑内装饰奢华而考究，所使用的大理石、亚麻油地毡等建材大多是进口产品；装饰细部采用了曲线造型。